# Aeroportul Balkhash
Aeroportul Balkhash (IATA: BXH, ICAO: UAAH) este un aeroport din Qaraǵandy, Kazahstan ce deservește zona Balqaş (qala)⁠(d). A fost numit după zona deservită.
Situat la o altitudine de 440 m, aeroportul dispune de o singură pistă.